# جون ستيفنسون مكدونالد
جون ستيفنسون مكدونالد هو سياسي بريطاني وكندي (وحمل سابقاً جنسية المملكة المتحدة لبريطانيا العظمى وأيرلندا)، ولد في 31 أكتوبر 1828 في المملكة المتحدة، وتوفي في 15 فبراير 1917 في كندا. حزبياً، نشط في الحزب الليبرالي في أونتاريو ‏. وقد انتخب عضو برلمان مقاطعة أونتاريو.